# Roeselia incertalis
Roeselia incertalis är en fjärilsart som beskrevs av De Toulgoët 1982. Roeselia incertalis ingår i släktet Roeselia och familjen trågspinnare. Inga underarter finns listade.